# サイクルポリス
サイクルポリスとは、マラソン競技などにおいて、コースを自転車で走行しながら警備する警察官のこと。また、一般道の街頭にも出動する。

## 概要
サイクルポリスは、一般ランナーと一緒になって自転車で並走しながら警備をする。機動性に優れた自転車を使いランナーに近い視点で警戒警備するのが狙い。
2015年（平成27年）2月22日に行われた東京マラソンで、世界で初めて日本の警視庁が導入したランニングポリスを加えて、不審者や不審物への警戒や突発事案の対処に当たる。神奈川県警と書かれた通気性のいいベストを着て、ウエストポーチに特殊警棒や無線機などを入れて走る。ランナー目線であたかも止まっているものを見ているように警備できる利点と、テロの抑止効果があるとされる点はランニングポリスに類似している。
2015年3月15日に初めて開催される約25,000人参加の「横浜マラソン2015」で、神奈川県警が初めて採用した。又、一般道でも自転車利用者の目線になって、交通マナーの向上を図るとともに、交通違反者の指導、取締りを強化して事故防止を呼びかけたり、街頭犯罪防止なども目的としたパトロールにも出動する。